# Coglor
Coglor o Caulor es un lugar despoblado perteneciente en la actualidad al municipio de Plasencia de Jalón en la comarca de Valdejalón, provincia de Zaragoza, Aragón.
Se encuentra situado al sur de Plasencia de Jalón, a orillas del Jalón.  
Siempre ha sido conocida como aljama y se despobló para siempre en el siglo XVII tras el edicto de expulsión de los moriscos.

## Personajes ilustres
- Yuçaf de Huzmel, maestro de obras en la Catedral de Santa María de Teruel.[1]

## Patrimonio
- Castillo de Caulor

## Enlaces
- Institución Fernando el Católico. Aljama de Coglor
- Coglor en CastillosNet.

- Datos: Q33626774